# Resolutie 1201 Veiligheidsraad Verenigde Naties
Resolutie 1201 van de Veiligheidsraad van de Verenigde Naties werd unaniem door de
VN-Veiligheidsraad aangenomen op 15 oktober 1998 en verlengde de vredesmacht in de Centraal-Afrikaanse Republiek.

## Achtergrond
De periode na de onafhankelijkheid van de Centraal-Afrikaanse Republiek werd gekenmerkt door opeenvolgende staatsgrepen. Begin jaren 1990 werd een meerpartijensysteem gecreëerd en volgden verkiezingen. Eén en ander verliep onregelmatig en de spanningen in het land liepen op. De ongelijke behandeling van officieren leidde in 1996-1997 tot muiterij in het leger. Een slecht bestuur en economische problemen destabiliseerden het land. Er werd een Afrikaanse vredesmacht gestationeerd die in 1998 werd afgelost door een VN-vredesmacht, die in 2000 weer vertrok.

## Inhoud

### Waarnemingen
De Centraal-Afrikaanse Republiek had grote vooruitgang geboekt bij de uitvoering van de Bangui-Akkoorden
en de aanzet naar omvangrijke politieke- en economische hervormingen. Er was ook een operationeel plan opgesteld
voor de organisatie van parlementsverkiezingen, die ook gesteund werden door de MINURCA-missie.

### Handelingen
De autoriteiten hadden de verkiezingen aangekondigd voor 22 november en 13 december. Het mandaat
van MINURCA werd uitgebreid om die verkiezingen te ondersteunen. Ze mocht nu ook materiaal en waarnemers
vervoeren, de veiligheid ervan verzekeren tijdens het transport en een beperkte waarneming uitoefenen.
De secretaris-generaal beval ook aan tijdens het verkiezingsproces
voor veiligheid te zorgen. Er werden 150 Centraal-Afrikaanse troepen ingezet die dezelfde regels als MINURCA moest
volgen. Verder werd bij de lidstaten aangedrongen op technische, financiële
en logistieke steun.
Het mandaat van MINURCA werd verlengd tot 28 februari 1999. De secretaris-generaal werd gevraagd de
Veiligheidsraad op de hoogte te houden over de uitvoering ervan en van de Bangui-Akkoorden, alsook de hervormingen
in het land. Het was de bedoeling MINURCA ten laatste op 28 februari 1999 te beëindigen en ten laatste op
15 januari 1999 te beginnen met de terugtrekking ervan.

## Verwante resoluties
- Resolutie 1159 Veiligheidsraad Verenigde Naties
- Resolutie 1182 Veiligheidsraad Verenigde Naties
- Resolutie 1230 Veiligheidsraad Verenigde Naties (1999)
- Resolutie 1271 Veiligheidsraad Verenigde Naties (1999)

Lijst ·  1147 ·  1148 ·  1149 ·  1150 ·  1151 ·  1152 ·  1153 ·  1154 ·  1155 ·  1156 ·  1157 ·  1158 ·  1159 ·  1160 ·  1161 ·  1162 ·  1163 ·  1164 ·  1165 ·  1166 ·  1167 ·  1168 ·  1169 ·  1170 ·  1171 ·  1172 ·  1173 ·  1174 ·  1175 ·  1176 ·  1177 ·  1178 ·  1179 ·  1180 ·  1181 ·  1182 ·  1183 ·  1184 ·  1185 ·  1186 ·  1187 ·  1188 ·  1189 ·  1190 ·  1191 ·  1192 ·  1193 ·  1194 ·  1195 ·  1196 ·  1197 ·  1198 ·  1199 ·  1200 ·  1201 ·  1202 ·  1203 ·  1204 ·  1205 ·  1206 ·  1207 ·  1208 ·  1209 ·  1210 ·  1211 ·  1212 ·  1213 ·  1214 ·  1215 ·  1216 ·  1217 ·  1218 ·  1219